# Адміністративний устрій Єланецького району
Адміністративний устрій Єланецького району — адміністративно-територіальний поділ Єланецького району Миколаївської області на 1 селищну та 11 сільських рад, які об'єднують 34 населені пункти та підпорядковані Єланецькій районній раді. Адміністративний центр — смт Єланець.

## Список радЄланецького району
| №  | Назва                            | Центр               | Населені пункти                                                                           | Площа км² | Місце за площею | Населення (2001), чол. | Місце за населенням | Розташування |
| -- | -------------------------------- | ------------------- | ----------------------------------------------------------------------------------------- | --------- | --------------- | ---------------------- | ------------------- | ------------ |
| 1  | Єланецька селищна рада           | смт Єланець         | смт Єланець с. Братолюбівка с. Велідарівка                                                |           |                 |                        |                     |              |
| 2  | Великосербулівська сільська рада | с. Великосербулівка | с. Великосербулівка с. Григорівка с. Нововолодимирівка                                    |           |                 |                        |                     |              |
| 3  | Водяно-Лоринська сільська рада   | с. Водяно-Лорине    | с. Водяно-Лорине с. Семенівка                                                             |           |                 |                        |                     |              |
| 4  | Возсіятська сільська рада        | c. Возсіятське      | c. Возсіятське с. Ковалівка                                                               |           |                 |                        |                     |              |
| 5  | Калинівська сільська рада        | c. Калинівка        | c. Калинівка с. Водяне с. Новоолександрівка с. Уральське                                  |           |                 |                        |                     |              |
| 6  | Куйбишевська сільська рада       | c. Куйбишевка       | c. Куйбишевка                                                                             |           |                 |                        |                     |              |
| 7  | Малодворянська сільська рада     | c. Малодворянка     | c. Малодворянка с. Приют                                                                  |           |                 |                        |                     |              |
| 8  | Маложенівська сільська рада      | c. Маложенівка      | c. Маложенівка с. Богодарівка с. Веселий Поділ с. Кам'янка                                |           |                 |                        |                     |              |
| 9  | Малоукраїнська сільська рада     | c. Малоукраїнка     | c. Малоукраїнка с. Дружелюбівка                                                           |           |                 |                        |                     |              |
| 10 | Нововасилівська сільська рада    | c. Нововасилівка    | c. Нововасилівка с. Іванівка с. Федоро-Михайлівка                                         |           |                 |                        |                     |              |
| 11 | Ольгопільська сільська рада      | c. Ольгопіль        | c. Ольгопіль                                                                              |           |                 |                        |                     |              |
| 12 | Ясногородська сільська рада      | c. Ясногородка      | c. Ясногородка с. Бугорок с. Гражданка с. Крутоярка с. Михайлівка с. Новоявленка с. Півні |           |                 |                        |                     |              |

* Примітки: м. — місто, с-ще — селище, смт — селище міського типу, с. — село